# Boštjan Gombač
Boštjan Gombač, slovenski klarinetist, * 1978, Kranj.
Peti je začel zelo zgodaj, s šestimi leti v otroškem zboru RTV, kjer je ostal štiri leta, nato pa še štiri v mladinskem. Z enajstimi leti je začel igrati klarinet, v razredu Jožeta Kotarja pa je diplomiral na Akademiji za glasbo v Ljubljani. Gombač je eden najbolj zaposlenih slovenskih klarinetistov, saj je član ali gost številnih glasbenih skupin, izvaja tudi na piščali, flavto, tolkala, itd.
V veliki meri se posveča tudi izvajanju glasbe keltskega porekla. Igral je s popularno irsko skupino The Dubliners in z Janijem Kovačičem, Zoranom Predinom, Josipo Lisac, Siddharto, ansamblom Mar Django, Fake Orchestro, Altario, Terro Mystico, Terrafolk, Olivijo, Brino, Vladom Batisto in z orkestrom slovenske vojske. Aktualne zasedbe so Katalena, Bast, Los Hermanos Muy Simpaticos, Caminoigra. Piše tudi glasbo za gledališče, pred kratkim je napisal glasbo za TV film, občasno sodeluje kot studijski glasbenik.
Leta 2017 je za svoje delo prejel nagrado Prešernovega sklada. Poročen je z režiserko Ivano Djilas.